# ميكال بازدان
ميكال بازدان (بالبولندية: Michał Pazdan)‏ ، من مواليد 21 سبتمبر 1987 في كراكوف في بولندا، لاعب كرة قدم بولندي.
يلعب مع نادي غورنيك زابرزي منذ عام 2007.
بدأ باللعب مع منتخب بولندا لكرة القدم في عام 2007.

## روابط خارجية
- ميكال بازدان على موقع الاتحاد الدولي (مؤرشف)  (الإنجليزية)
- ميكال بازدان على موقع الاتحاد الأوربي (الإنجليزية)
- ميكال بازدان على موقع اتحاد تركيا (لاعب) (الإنجليزية)
- ميكال بازدان على موقع قاعدة بيانات كرة القدم.إي يو (الإنجليزية)
- ميكال بازدان على موقع ناشيونال فوتبول تيمز (الإنجليزية)
- ميكال بازدان على موقع Soccerway.com (الإنجليزية)
- ميكال بازدان على موقع عالم كرة القدم.نت (الإنجليزية)
- ميكال بازدان على موقع AS.com (الإسبانية)